# Bandeira da Crimeia
A Bandeira da Crimeia é um dos símbolos da República Autônoma da Crimeia, pertencente à Ucrânia até à anexação pela Rússia em 2014. Foi adotada em 24 de setembro de 1992, contudo, só foi oficializada em 21 de abril de 1999. Consiste em três faixas horizontais nas cores azul, branca e vermelha, sendo a proporção 1/6, 2/3, 1/6, respetivamente.
Foi recomendado que a bandeira tártara da Crimeia e o brasão de armas substituíssem a bandeira atual porque a bandeira tártara da Crimeia representa o povo tártaro e a atual bandeira da Crimeia se assemelha à bandeira russa.

## História
Tártaros da Crimeia
Os nativos da região, os Tártaros da Crimeia, utilizavam suas próprias bandeiras tradicionais. A bandeira azul com um símbolo tradicional, o "damğa", desenhado em amarelo claro, foi usado como bandeira civil e do estado, a verde era utilizada para fins religiosos, e a vermelha como bandeira militar. Atualmente, somente o pavilhão azul é utilizado, só que agora como bandeira étnica dos tártaros da Crimeia.
O símbolo dourado do "damğa" era utilizado no canto superior esquerdo da bandeira e, por vezes, no centro. A bandeira religiosa, colorida com verde com um damğa dourado no canto superior esquerdo, foi usada pela República da Crimeia entre 1917 e 1918, sendo aprovada oficialmente em novembro de 1917 e, mais tarde, abolida em janeiro de 1918.

Bandeira civil e do estado
Bandeira Religiosa[carece de fontes?]
Bandeira Militar[carece de fontes?]

República Popular da Crimeia

Bandeira da República Popular da Crimeia, 1917-1918

Quando os tártaros da Crimeia declararam sua independência a partir do Império Russo no final de 1917, adotaram uma bandeira totalmente azul (mesmo que a bandeira dos tártaros da crimeia também foi muito usada na república). O período de independência foi curto, e quando a Rússia assumiu novamente o controle da região, no início de 1918, a bandeira foi abolida.
Governo da Crimeia sob o General Sulkievich

Bandeira da Crimeia sob Flag of Crimea o general Sulkievich

Em 1918, de 25 de junho a 15 de novembro, durante a ocupação alemã decorrente da Primeira Guerra Mundial, existiu um governo autônomo de curta duração na Crimeia (em russo: Крымское краевое правительство), chefiada pelo general Süleyman Sulkievich, um lituano de origem tatar. O governo de Sulkievich aprovou uma bandeira que parecia ser um compromisso entre Crimeia tártaros e os russos, pois possuía elementos da bandeira tradicional, como a cor azul de fundo, e russa, com o brasão de armas do Império ao invés do "damğa" tartar. 
Período Soviético

Bandeira da RSS da Crimeia, 1921

Bandeira da RSSA da Crimeia, 1929

Bandeira RSSA da Crimeia, 1938

Quando foi estabelecida a República Socialista Soviética da Crimeia, ou abreviadamente, RSS da Crimeia, como parte da República Socialista Federativa Soviética da Rússia, RSFSR, em 18 de outubro de 1921, a RSSC teve sua própria bandeira. A bandeira era vermelha, com a sigla em letras douradas do nome da república na língua russa escrita no alfabeto cirílico (КрССР) e em língua tártara da Crimeia escrita no alfabeto árabe (ق س ش ج). Em 1929, as letras sobre a bandeira foram alteradas para incluir a sigla da república na língua russa escrita no alfabeto cirílico (КрАССР) e em língua tártara da Crimeia escrita no alfabeto latino (QrMSŞÇ), a fim de indicar Crimeia como uma República Socialista Soviética Autônoma, ou abreviadamente, RSSA da Crimeia. A bandeira foi alterado mais uma vez em 1938 com o letras no topo para as sigla da RSFSR em russo escrito no alfabeto cirílico (РСФСР) e as sigla da RSSA da Crimeia em russo escrito no alfabeto cirílico (КрАССР) na parte inferior. Em 30 de junho de 1945, após a Segunda Guerra Mundial a Crimeia foi transformado no Oblast (região) da Crimeia, tendo sua bandeira abolida.
Bandeira Atual
Após o colapso da União Soviética, em 1991, muitos modelos foram utilizados pelos separatistas da Crimeia. A conceção mais habitualmente usada em público era uma bandeira branca com um contorno azul do mapa da Crimeia, evocativo da Bandeira do Chipre. No entanto, muitos membros do Conselho Supremo, ou Verkhovna Rada, apoiavam a versão de uma bandeira branca com arco-íris de sete cores no topo. O governo da Crimeia, no entanto, foi auto-proclamado em 5 de maio de 1992, sem um pavilhão oficial foi escolhido.
Em 5 de junho de 1992, cinco propostas foram apresentadas ao Parlamento: 
- Proposta n° 1: Tricolor em azul-branco-azul com grande espaço branco e azul faixas estreitas no topo e na base da bandeira;
- Proposta n° 2: Bandeira branca com arco-íris de sete cores na metade superior;
- Proposta n° 3: Bicolor com branco no topo e azul celeste na base;
- Proposta n° 4: Listras horizontais tricolores em amarelo-verde-azul uma faixa vermelha vertical de mesma dimensão à esquerda;
- Proposta n° 5: O atual desenho em azul-branco-vermelho com grande espaço branco entre as faixas estreitas no topo e na base com o brasão de armas no centro.

Proposta n° 1
Proposta n° 2
Proposta n° 3
Proposta n° 4

A Proposta n.° 5, desenhada por V. Trusov e A. Malgin, foi a escolhida. O escudo de G. Jefetov e V. Jagunov foi recomendado para exibição no pavilhão. O desenho final  foi apresentado na segunda sessão da Verkhovna Rada da Crimeia em 24 de setembro de 1992. A bandeira, contudo, só foi oficialmente adotada em 21 de abril de 1999.

## Simbologia
As cores da bandeira seguem o padrão da maioria dos países do leste europeu, de algumas bandeiras de outras subdivisões russas, assim como a própria Bandeira da Rússia, ou seja, usam as cores Pan-Eslavas que são o vermelho, o branco e o azul.
Individualmente cada cor apresenta um significado que são: o azul representa o futuro, o branco o presente e o vermelho o trágico e heroico passado.